# Foley Okenla
Folorunso Okenla (ur. 9 października 1967 w Ibadanie) – nigeryjski piłkarz grający na pozycji pomocnika. W swojej karierze rozegrał 4 mecze w reprezentacji Nigerii.

## Kariera klubowa
W swojej karierze Okenla grał w takich klubach jak: Burnley (1990-1991), Birmingham City (1991-1992), FC Turnhout (1992-1993) i Montreal Impact (1993).

## Kariera reprezentacyjna
W reprezentacji Nigerii Okenla zadebiutował 20 marca 1988 w zremisowanym 0:0 grupowym meczu Pucharu Narodów Afryki 1988 z Egiptem (0:0), rozegranym w Rabacie. Na tym turnieju zagrał również w dwóch innych meczach: półfinałowym z Algierią (1:1, k. 9:8) i finałowym z Kamerunem (0:1). Z Nigerią ponownie został wicemistrzem Afryki. W kadrze narodowej od 1988 do 1994 roku wystąpił 4 razy.